# Ауксилий Ирландский
Ауксилий (Авксилий; лат. Auxilius или Usaille; умер около 459 года) — святой из Ирландии. Дни памяти — 7 февраля, 19 марта, 16 апреля, 27 августа, 16 сентября и 19 октября.

## Биография
Святой Ауксилий, возможно, был рукоположён во диакона в Осере вместе со святыми Патриком и Изернином. Сабин Бэринг-Гулд считал, что Изернин и Ауксилий были кельтами: «Они не принесли бы особой пользы [Патрику], если бы они не говорили свободно говорящих на кельтском языке, и мы можем предположить, что они были кельтами из Арморики, Корнуолла, или Уэльса».
Святой Ауксилий был племянником святого Патрика, сыном его сестры Дарерки и её мужа Реститута (Restitutus) из Ломбардии. Он был одним из девяти братьев, восемь из которых стали епископами в Ирландии. Его также называют братом святого Секундина (Seachnaill). Однако имеется мнение, согласно которому связь святых Секундина и Патрика появилась в более поздних преданиях, составленных историками из Армы в пользу своего покровителя. Согласно этому мнению, Секундин, скорее всего, был самостоятельным миссионером, возможно, спутником святого Палладия.
О его ранних годах и учёбе Ауксилия достоверно ничего не известно: вероятно он учился в Галлии, в школе святого Германа. Согласно Джону Фрэнсису Ширману, в 438 году, через шесть лет после того как Патрик уехал в Ирландию, Герман отправил Ауксилия и Изернина тому на помощь.
Первое известное документальное свидетельство об Ауксилии имеется в ирландских анналах, описывавших прибытие святых Секондина и его брата Ауксилия «чтобы помочь святому Патрику». Ауксилий, вероятно, играл важную роль в ранней Ирландской христианской церкви: имеется ссылка на синод епископов, состоявшийся в 448 или 450 году, который возглавляли святые Патрик, Ауксилий и Изернин. Это позволяет предположить, что Ауксилий имел какой-то особый авторитет среди епископов, ибо законы были бы обязательными для всей Ирландской церкви в то время.
Святого Ауксилия называют основателем церкви в Киллаши (Killashee, графство Килдэр) близ Нейсе в северном Лейнстере.
Как «Анналы Инишфаллена», так и «Анналы Клонмакнойса» указывают на 458 год, как на дату кончины святого Ауксилия, но в качестве даты его смерти также приводятся 454 или 455 годы.

## Почитание
День памяти святого Ауксилия Ирландского варьируется в старых мартирологах. В «Мартирологе Гормана» в качестве такого дня указывается 7 февраля. В Book of Obits Церкви Христа днём памяти именуется 19 октября. Другие мартирологи указывают как на день памяти 16 апреля или 16 сентября. В «Мартирологе Таллахта» — это 19 марта, но в «Анналах четырёх мастеров» в качестве дня кончины Ауксилия указывается 27 августа.